# Fábio Costa (ur. 1978)
Fábio Costa, właśc. Fábio Costa de Brito (ur. 12 września 1978, Vera Cruz) – brazylijski piłkarz, pomocnik.
Fabio karierę piłkarską rozpoczął w brazylijskim klubie EC Bahia w 1996 roku. Występował również w klubach: Tuna Luso, EC Mamoré, Caxias, Grêmio Esportivo Brasiliense do Núcleo Bandeirante, SE Gama, Remo, CRAC de Catalão, Villa Nova AC, Mogi Mirim EC i Guarani FC.
Do Polski, do szczecińskiej Pogoni, sprowadzony został przez Dawida Ptaka w okresie przygotowawczym do rundy wiosennej sezonu 2005/2006. W barwach Granatowo-bordowych zadebiutował w meczu przeciwko Legii Warszawa (2:0) rozegranym w Warszawie 31 marca 2006 roku. 24 kwietnia 2006 Pogoń Szczecin rozwiązała kontrakt z zawodnikiem.
Ostatnio w 2010 roku był zawodnikiem União Barbarense Santa Bárbara.